# Liste de peintures des frères Le Nain
Cette page dresse la liste des peintures des frères Le Nain, trois peintres français du XVIIe siècle.

## Liste des peintures
| Image | Identification                                                                                         | Auteur                   | Date                   | Commentaire                                                                  | Lieu de conservation                                         | N° de catalogue raisonné |
| ----- | --- | ------------------------ | ---------------------- | ---------------------------------------------------------------------------- | ------------------------------------------------------------ | ------------------------ |
|       | L'Annonciation Huile sur toile, 287 x 140 cm                                                           | Mathieu Le Nain          | vers 1630-1632         |                                                                              | Paris, église Saint-Jacques-du-Haut-Pas                      | Milovanovic, 2019, 1     |
|       | L'Adoration des bergers Huile sur toile, 287 x 140 cm                                                  | Louis Le Nain            | vers 1630-1632         |                                                                              | Paris, musée du Louvre                                       | Milovanovic, 2019, 2     |
|       | La Présentation de la Vierge au Temple Huile sur toile, 274,5 x 135,3 cm                               | Mathieu Le Nain          | vers 1630-1632         |                                                                              | Vauhallan, abbaye Saint-Louis-du-Temple                      | Milovanovic, 2019, 3     |
|       | La Visitation Huile sur toile, 287 x 140 cm                                                            | Mathieu Le Nain          | vers 1630-1632         |                                                                              | Saint-Denis-de-Pile, église paroissiale                      | Milovanovic, 2019, 4     |
|       | Bacchus et Ariane Huile sur toile, 102 x 152 cm                                                        | Louis Le Nain            | vers 1635              |                                                                              | Orléans, musée des Beaux-Arts                                | Milovanovic, 2019, 5     |
|       | Allégorie de la Victoire Huile sur toile, 151 x 115 cm                                                 | Louis Le Nain            | vers 1635              |                                                                              | Paris, musée du Louvre                                       | Milovanovic, 2019, 6     |
|       | La Nativité à la torche Huile sur toile, 118 x 148 cm                                                  | Louis Le Nain            | vers 1635-1638         |                                                                              | Collection particulière                                      | Milovanovic, 2019, 7     |
|       | Les Petits joueurs de cartes Huile sur cuivre, 15 x 17,5 cm                                            | Louis Le Nain            | vers 1635-1637         |                                                                              | Paris, musée du Louvre                                       | Milovanovic, 2019, 8     |
|       | Les Petits joueurs de cartes Huile sur toile, 55 x 64,2 cm                                             | Louis Le Nain            | vers 1635-1637         |                                                                              | Londres, Royal Collection Trust                              | Milovanovic, 2019, 9     |
|       | Trois jeunes musiciens Huile sur bois, 27,3 x 34,3 cm                                                  | Antoine Le Nain          | vers 1638              |                                                                              | Los Angeles, County Museum of Art                            | Milovanovic, 2019, 10    |
|       | L'atelier Huile sur bois, 41,9 x 31 cm                                                                 | Antoine Le Nain          | vers 1637-1638         |                                                                              | Bute Collection, Mount Stuart                                | Milovanovic, 2019, 11    |
|       | Portrait d'Henri de Lorraine, comte d'Harcourt Huile sur cuivre, 19 x 15 cm                            | Antoine Le Nain          | vers 1638              |                                                                              | Collection particulière                                      | Milovanovic, 2019, 12    |
|       | Saint Michel dédiant ses armes à la Vierge Huile sur toile, 287 x 145 cm                               | Louis et Mathieu Le Nain | vers 1638              | Réalisé d'abord pour la cathédrale de ND de Paris, il a été restauré en 2016 | Nevers, église Saint-Pierre                                  | Milovanovic, 2019, 13    |
|       | Le Martyre de saint Sébastien Huile sur toile, 96 x 57 cm                                              | Mathieu Le Nain          | vers 1638-1640         |                                                                              | Collection particulière                                      | Milovanovic, 2019, 14    |
|       | Les Jeunes musiciens Huile sur cuivre, 19,5 x 25,5 cm                                                  | Antoine Le Nain          | vers 1640-1645         |                                                                              | Madrid, musée Thyssen-Bornemisza                             | Milovanovic, 2019, 15    |
|       | Les Jeunes musiciens Huile sur cuivre, 21,6 x 27,9 cm                                                  | Antoine Le Nain          | vers 1640-1645         |                                                                              | Glasgow, Burrell Collection, Glasgow Museums                 | Milovanovic, 2019, 16    |
|       | Les Petits joueurs de cartes Huile sur cuivre, 28,7 x 38,7 cm                                          | Antoine Le Nain          | vers 1640-1645         |                                                                              | Williamstown, Sterling and Francine Clark Art Institute      | Milovanovic, 2019, 17    |
|       | Les Enfants à la cage Huile sur toile, 41,6 x 31,1 cm                                                  | Mathieu Le Nain ?        | vers 1640-1645         |                                                                              | Collection particulière                                      | Milovanovic, 2019, 18    |
|       | Les Enfants à la cage Huile sur toile, 56 x 44 cm                                                      | Mathieu Le Nain          | vers 1640-1645         |                                                                              | Karlsruhe, Staatliche Kunsthalle                             | Milovanovic, 2019, 19    |
|       | La Forge ou Un maréchal dans sa forge Huile sur toile, 69 x 57 cm                                      | Louis Le Nain            | vers 1641-1642         |                                                                              | Paris, musée du Louvre                                       | Milovanovic, 2019, 20    |
|       | Intérieur paysan Huile sur cuivre, 38,1 x 29,8 cm                                                      | Antoine Le Nain          | vers 1640-1645         |                                                                              | New York, The Metropolitan Museum of Art                     | Milovanovic, 2019, 21    |
|       | La Rixe Huile sur toile, 75,5 x 93 cm                                                                  | Louis Le Nain            | vers 1640              |                                                                              | Cardiff, National Museum of Wales                            | Milovanovic, 2019, 22    |
|       | L'Adoration des bergers Huile sur toile, 109,2 x 138,7 cm                                              | Louis Le Nain            | vers 1640              |                                                                              | Londres, National Gallery                                    | Milovanovic, 2019, 23    |
|       | L'Ane Huile sur toile, 51 x 59 cm                                                                      | Louis Le Nain            | vers 1641              |                                                                              | Saint-Pétersbourg, musée de l'Ermitage                       | Milovanovic, 2019, 24    |
|       | Le Puits ou La Vache Huile sur toile, 63,5 x 76,2 cm                                                   | Louis Le Nain            | vers 1641              |                                                                              | Collection particulière                                      | Milovanovic, 2019, 25    |
|       | La Charrette ou Le Retour de la fenaison Huile sur toile, 56 x 72 cm                                   | Louis Le Nain            | 1641                   |                                                                              | Paris, musée du Louvre                                       | Milovanovic, 2019, 26    |
|       | Paysans devant leur maison Huile sur toile, 55 x 67,5 cm                                               | Louis Le Nain            | vers 1641              |                                                                              | San Francisco, Fine Arts Museums                             | Milovanovic, 2019, 27    |
|       | Le Repos de la Sainte Famille Huile sur toile, 133 x 124,5 cm                                          | Mathieu Le Nain          | vers 1641-1642         |                                                                              | Collection particulière                                      | Milovanovic, 2019, 28    |
|       | Vénus dans la forge de Vulcain Huile sur toile, 150 x 117 cm                                           | Louis Le Nain            | 1641                   |                                                                              | Reims, musée des Beaux-Arts                                  | Milovanovic, 2019, 29    |
|       | La réunion musicale Huile sur cuivre, 32 x 40 cm                                                       | Antoine Le Nain          | 1642                   |                                                                              | Paris, musée du Louvre                                       | Milovanovic, 2019, 30    |
|       | Le vieux joueur de flageolet Huile sur cuivre, 22,5 x 30,5 cm                                          | Antoine Le Nain          | 1642                   |                                                                              | Detroit, Institute of Arts                                   | Milovanovic, 2019, 31    |
|       | Une femme avec cinq enfants Huile sur cuivre, 21,8 x 29,2 cm                                           | Antoine Le Nain          | 1642                   |                                                                              | Londres, National Gallery                                    | Milovanovic, 2019, 32    |
|       | Le repas de paysans Huile sur toile, 97 x 122 cm                                                       | Louis Le Nain            | 1642                   |                                                                              | Paris, musée du Louvre                                       | Milovanovic, 2019, 33    |
|       | Intérieur paysan au vieux joueur de flageolet Huile sur toile, 54,1 x 62,1 cm                          | Louis Le Nain            | vers 1642              |                                                                              | Fort Worth, Kimbell Art Museum                               | Milovanovic, 2019, 34    |
|       | La famille de paysans Huile sur toile, 113 x 159 cm                                                    | Louis Le Nain            | vers 1642              |                                                                              | Paris, musée du Louvre                                       | Milovanovic, 2019, 35    |
|       | Intérieur paysan Huile sur toile, 55,6 x 64,7 cm                                                       | Louis Le Nain            | vers 1642-1645         |                                                                              | Washington, National Gallery of Art                          | Milovanovic, 2019, 36    |
|       | La visite à la grand-mère ou Intérieur paysan au jeune joueur de flageolet Huile sur toile, 58 x 73 cm | Louis Le Nain            | vers 1642-1645         |                                                                              | Saint-Pétersbourg, musée de l'Ermitage                       | Milovanovic, 2019, 37    |
|       | La famille heureuse Huile sur toile, 61 x 78 cm                                                        | Mathieu Le Nain          | 1642                   |                                                                              | Paris, musée du Louvre                                       | Milovanovic, 2019, 38    |
|       | Paysans dans un paysage Huile sur toile, 46,5 x 57 cm                                                  | Louis Le Nain            | vers 1642              |                                                                              | Washington, National Gallery of Art                          | Milovanovic, 2019, 39    |
|       | La Naissance de la Vierge Huile sur toile, 220 x 145 cm                                                | Louis et Mathieu Le Nain | vers 1642              |                                                                              | Paris, cathédrale Notre-Dame                                 | Milovanovic, 2019, 40    |
|       | Le Christ enfant méditant sur la Crucifixion Huile sur toile, 72 x 54 cm                               | Mathieu Le Nain          | vers 1642-1644         |                                                                              | Collection particulière                                      | Milovanovic, 2019, 41    |
|       | Paysans dans une creutte Huile sur toile, 78,8 x 91,5 cm                                               | Louis et Mathieu Le Nain | vers 1642              |                                                                              | Petworth House, collection Egremont                          | Milovanovic, 2019, 42    |
|       | La Tabagie Huile sur toile, 117 x 137 cm                                                               | Louis et Mathieu Le Nain | 1643                   |                                                                              | Paris, musée du Louvre                                       | Milovanovic, 2019, 43    |
|       | Saint Jérôme Huile sur toile, 71,5 x 92 cm                                                             | Louis Le Nain            | 1643                   |                                                                              | Collection particulière                                      | Milovanovic, 2019, 44    |
|       | La Madeleine pénitente Huile sur toile, 54 x 46 cm                                                     | Louis Le Nain            | vers 1643              |                                                                              | Collection particulière                                      | Milovanovic, 2019, 45    |
|       | Quatre figures à table Huile sur toile, 44,8 x 55 cm                                                   | Louis Le Nain            | vers 1643              |                                                                              | Londres, National Gallery                                    | Milovanovic, 2019, 46    |
|       | Trois femmes et trois enfants Huile sur bois, 29,5 x 36,5 cm                                           | Antoine Le Nain          | vers 1642-1643         |                                                                              | Collection particulière                                      | Milovanovic, 2019, 47    |
|       | La préparation pour la danse Huile sur cuivre, 33,4 x 40,2 cm                                          | Antoine Le Nain          | 1643                   |                                                                              | Collection particulière                                      | Milovanovic, 2019, 48    |
|       | La préparation pour la danse Huile sur cuivre, 30,5 x 40,6 cm                                          | Antoine Le Nain          | vers 1643              |                                                                              | Lowther Castle, Lowther Estate Trust Collection              | Milovanovic, 2019, 49    |
|       | Portrait du comte de Tréville Huile sur toile, 206 x 137 cm                                            | Antoine Le Nain          | 1644                   |                                                                              | Collection particulière                                      | Milovanovic, 2019, 50    |
|       | L'Adoration des bergers dite Nativité Mary Huile sur toile, 59 x 67 cm                                 | Mathieu Le Nain          | 1644                   |                                                                              | Dublin, National Gallery of Ireland                          | Milovanovic, 2019, 51    |
|       | Le Bénédicité Huile sur cuivre, 14,3 x 17,8 cm                                                         | Antoine Le Nain          | vers 1645              |                                                                              | Pittsburgh, The Frick Art and Historical Center              | Milovanovic, 2019, 52    |
|       | La préparation à la danse Huile sur bois, 36,3 x 46,5 cm                                               | Antoine Le Nain          | vers 1645              |                                                                              | Karlsruhe, Staatliche Kunsthalle                             | Milovanovic, 2019, 53    |
|       | Les Pèlerins d'Emmaüs Huile sur toile, 75 x 92 cm                                                      | Mathieu Le Nain          | vers 1645              |                                                                              | Paris, musée du Louvre                                       | Milovanovic, 2019, 54    |
|       | La halte du cavalier Huile sur toile, 54,6 x 67,3 cm                                                   | Louis Le Nain            | vers 1645              |                                                                              | Londres, Victoria and Albert Museum                          | Milovanovic, 2019, 55    |
|       | Paysage à la chapelle Huile sur toile, 43,2 x 56,5 cm                                                  | Mathieu Le Nain          | vers 1645              |                                                                              | Hartford, Wadsworth Atheneum                                 | Milovanovic, 2019, 56    |
|       | Le joueur de flageolet Huile sur toile, 55,5 x 65,5 cm                                                 | Mathieu Le Nain          | vers 1645              |                                                                              | Londres, Victoria and Albert Museum                          | Milovanovic, 2019, 57    |
|       | La mise au tombeau Huile sur toile, 81,3 x 105,2 cm                                                    | Mathieu Le Nain          | vers 1646-1648         |                                                                              | Boston, Museum of Fine Arts                                  | Milovanovic, 2019, 58    |
|       | La Déploration sur le Christ mort Huile sur cuivre, 14 x 18 cm                                         | Mathieu Le Nain          | vers 1646-1648         |                                                                              | Collection particulière                                      | Milovanovic, 2019, 59    |
|       | Triple portrait Huile sur toile, 54,1 x 64,5 cm                                                        | Louis et Mathieu Le Nain | vers 1646-1648         |                                                                              | Londres, National Gallery                                    | Milovanovic, 2019, 60    |
|       | La messe pontificale Huile sur cuivre, 54 x 65 cm                                                      | Antoine Le Nain          | vers 1646              |                                                                              | Paris, musée du Louvre                                       | Milovanovic, 2019, 61    |
|       | Portraits dans un intérieur Huile sur cuivre, 28 x 38 cm                                               | Antoine Le Nain          | 1647                   |                                                                              | Paris, musée du Louvre                                       | Milovanovic, 2019, 62    |
|       | Les joueurs de cartes Huile sur toile, 63 x 76 cm                                                      | Mathieu Le Nain          | vers 1648-1650         |                                                                              | Aix-en-Provence, musée Granet                                | Milovanovic, 2019, 63    |
|       | Ecce Homo Huile sur toile, 61 x 105 cm                                                                 | Mathieu Le Nain          | vers 1648-1650         |                                                                              | Reims, musée des Beaux-Arts                                  | Milovanovic, 2019, 64    |
|       | La Vierge au verre de vin Huile sur toile, 38 x 58 cm                                                  | Mathieu Le Nain          | vers 1650              |                                                                              | Rennes, musée des Beaux-Arts                                 | Milovanovic, 2019, 65    |
|       | La Déploration sur le Christ mort Huile sur toile, 63 x 75 cm                                          | Mathieu Le Nain          | vers 1650              |                                                                              | Darmstadt, Hessisches Landesmuseum                           | Milovanovic, 2019, 66    |
|       | Le concert Huile sur toile, 32,4 x 40,2 cm                                                             | Mathieu Le Nain          | vers 1653-1655         |                                                                              | Londres, Dulwich Picture Gallery                             | Milovanovic, 2019, 67    |
|       | Le concert Huile sur toile, 57 x 67,5 cm                                                               | Mathieu Le Nain          | vers 1655              |                                                                              | Laon, musée d'Art et d'Archéologie                           | Milovanovic, 2019, 68    |
|       | Le reniement de saint Pierre Huile sur toile, 92 x 118 cm                                              | Mathieu Le Nain          | vers 1655              |                                                                              | Paris, musée du Louvre                                       | Milovanovic, 2019, 69    |
|       | La Cène Huile sur toile, 91 x 118 cm                                                                   | Mathieu Le Nain          | vers 1655-1657         |                                                                              | Paris, musée du Louvre                                       | Milovanovic, 2019, 70    |
|       | Le Christ enfant en Salvator Mundi Huile sur toile, 66 x 52,7 cm                                       | Mathieu Le Nain          | vers 1655              |                                                                              | Collection particulière                                      | Milovanovic, 2019, 71    |
|       | L'atelier Huile sur toile, 73 x 89,8 cm                                                                | Mathieu Le Nain          | vers 1655              |                                                                              | Poughkeepsie, Frances Lehman Loeb Art Center, Vassar College | Milovanovic, 2019, 72    |
|       | L'Adoration des mages Huile sur toile, 117 x 88 cm                                                     | Mathieu Le Nain          | vers 1660-1665         |                                                                              | Meaux, musée Bossuet                                         | Milovanovic, 2019, 73    |
|       | Le retour d'Egypte Huile sur toile, 45 x 61,3 cm                                                       | Mathieu Le Nain          | vers 1660-1665         |                                                                              | Boston, The Horvitz Collection                               | Milovanovic, 2019, 74    |
|       | Les Pèlerins d'Emmaüs Huile sur bois, 45 x 55 cm                                                       | Mathieu Le Nain          | vers 1660              |                                                                              | Collection particulière                                      | Milovanovic, 2019, 75    |
|       | L'Adoration des bergers Huile sur toile, 62 x 52 cm                                                    | Mathieu Le Nain          | vers 1660-1665         |                                                                              | Collection particulière                                      | Milovanovic, 2019, 76    |
|       | L'Annonciation Huile sur toile, 91 x 73,8 cm                                                           | Mathieu Le Nain          | vers 1660              |                                                                              | Autun, musée Rolin                                           | Milovanovic, 2019, 77    |
|       | Le Christ chez Marthe et Marie Huile sur toile, 126 x 109 cm                                           | Mathieu Le Nain          | vers 1660              |                                                                              | Rennes, musée des Beaux-Arts                                 | Milovanovic, 2019, 78    |
|       | Les Pèlerins d'Emmaüs Huile sur toile, 30,9 x 55,9 cm                                                  | Mathieu Le Nain          | vers 1660-1665         |                                                                              | Collection particulière                                      | Milovanovic, 2019, 79    |
|       | L'Adoration des mages Huile sur toile, 96 x 117 cm                                                     | Mathieu Le Nain          | vers 1660-1665         |                                                                              | Abbeville, musée Boucher-de-Perthes                          | Milovanovic, 2019, 80    |
|       | Le Portement de croix Huile sur toile, 107,5 x 136 cm                                                  | Mathieu Le Nain          | vers 1660-1665         |                                                                              | Collection particulière                                      | Milovanovic, 2019, 81    |
|       | La Crucifixion Huile sur toile, 162 x 110 cm                                                           | Mathieu Le Nain          | vers 1640 ou 1660-1665 |                                                                              | Collection particulière                                      | Milovanovic, 2019, 82    |
|       | La Décollation de saint Jean Baptiste Huile sur toile, 81,5 x 115 cm                                   | Mathieu Le Nain          | vers 1655              |                                                                              | Collection particulière                                      | Non catalogué            |